# Marian Turski
Marian Turski (ur. jako Mosze Turbowicz 26 czerwca 1926 w Porzeczu, zm. 18 lutego 2025 w Warszawie) – polski historyk, dziennikarz i działacz społeczny pochodzenia żydowskiego, ocalały z Holocaustu.
Od 1940, jako osadzony, przebywał w getcie łódzkim, w latach 1944–1945 był więźniem KL Auschwitz-Birkenau. Przeżył marsz śmierci z Auschwitz do Wodzisławia Śląskiego, następnie był więziony w KL Buchenwald.
W okresie PRL działacz organizacji komunistycznych i pracownik instytucji państwowych. W latach 1956–1957 zastępca redaktora naczelnego „Sztandaru Młodych”. Od 1957 publicysta, a w latach 1958–2025 kierownik działu historycznego „Polityki”. Członek (1995–2025), wiceprzewodniczący (1995–1999; ponownie 2011–2025) i przewodniczący (1999–2011) Zarządu Stowarzyszenia Żydowski Instytut Historyczny w Polsce.
Członek Zarządu Głównego Stowarzyszenia Żydów Kombatantów i Poszkodowanych w II Wojnie Światowej. Członek Międzynarodowej Rady Oświęcimskiej i Rady Stowarzyszenia prowadzącego Dom Konferencji w Wannsee. W latach 2009–2025
przewodniczący Rady Muzeum Historii Żydów Polskich Polin.

## Życiorys

### Młodość i czas II wojny światowej
Urodził się w 1926 w Porzeczu (w dokumentach podane zostały Druskieniki), w ówczesnym województwie białostockim. Wychował się w Łodzi, gdzie poznali się jego rodzice: Eliasz (wywodzący się ze znanej rodziny rabinów z Klecka) i Rachela Turbowicz. Miał młodszego o sześć lat brata Wolfa. Po wybuchu II wojny światowej, w kwietniu 1940 rodzina Turbowiczów została przesiedlona przez Niemców do getta łódzkiego. W trakcie pobytu w łódzkim getcie, w grudniu 1942 wstąpił do konspiracyjnej antyfaszystowskiej organizacji „Lewa Związkowa”, kierowanej przez członków KPP. W 1943 był robotnikiem w wytwórni kiełbas, a następnie w przedsiębiorstwie budowlanym na Marysinie. W tym okresie zdał tzw. małą maturę na tajnych kompletach.
W 1944 rodzice i brat Mosze Turbowicza zostali wywiezieni do obozu koncentracyjnego Auschwitz-Birkenau. Sam Turbowicz trafił do tego obozu dwa tygodnie później w jednym z ostatnich transportów, do którego zgłosił się dobrowolnie wraz z innymi członkami organizacji „Lewa Związkowa” na krótko przed likwidacją getta łódzkiego (kierownictwo organizacji uznało, że w obozie będą mieć większe szanse na przeżycie niż podczas likwidacji getta). Ojciec i brat Turbowicza zginęli w komorach gazowych najprawdopodobniej tuż po przywiezieniu do Auschwitz, matkę zaś wysłano do pracy w obozie koncentracyjnym Bergen-Belsen (zmarła w 1988). Turbowicz trafił natomiast do podobozu w Czechowicach. W styczniu 1945 został ewakuowany wraz z innymi więźniami Auschwitz w ramach marszu śmierci do Wodzisławia Śląskiego, skąd następnie przetransportowano go do KL Buchenwald. Zgodnie z informacjami zgromadzonymi w Instytucie Pamięci Narodowej zbiegł w czasie ewakuacji w kwietniu 1945 i ukrywał się na terenie Czechosłowacji, natomiast zgodnie z jego późniejszymi relacjami trafił do niemieckiego obozu koncentracyjnego w Terezinie, gdzie w dniu 8 maja 1945 w stanie agonii doczekał się wyzwolenia przez Sowietów.

### Działalność w PRL
W sierpniu 1945 przybył na Dolny Śląsk, gdzie objął funkcję przewodniczącego Zarządu Gminnego Związku Walki Młodych w Mieroszowie, a następnie, od stycznia 1946, kierował Zarządem Powiatowym tej organizacji w Wałbrzychu. 1 listopada 1945 wstąpił do Polskiej Partii Robotniczej, a później do utworzonej w 1948 Polskiej Zjednoczonej Partii Robotniczej. Po dołączeniu do PPR zmienił nazwisko na nieżydowskie – Marian Turski, stosując się w ten sposób do zalecenia działu personalnego Komitetu Centralnego PPR. W okresie styczeń–październik 1946 był członkiem egzekutywy Komitetu Powiatowego PPR w Wałbrzychu. Od 1946 do 1949 studiował prawo i historię na Uniwersytecie Wrocławskim, równocześnie będąc prelegentem Wydziału Propagandy Komitetu Wojewódzkiego PPR we Wrocławiu, a następnie członkiem egzekutywy Komitetu Międzyuczelnianego PZPR. Był również korespondentem „Trybuny Dolnośląskiej”.
Od listopada 1946 do lipca 1949 pracował w Wojewódzkim Urzędzie Kontroli Prasy, Publikacji i Widowisk we Wrocławiu, a równocześnie był pełnomocnikiem PPR ds. wyborów parlamentarnych w powiecie trzebnickim, a także przewodniczącym komisji w referendum ludowym (styczeń 1947). Oprócz tego od kwietnia 1947 pełnił funkcję członka Prezydium i kierownika Wydziału Pracy Masowej Zarządu Terenowego Akademickiego Związku Walki Młodych „Życie”. Od lipca 1948, kiedy to AZWM „Życie” został przekształcony w Związek Akademickiej Młodzieży Polskiej, był członkiem Zarządu Okręgowego ZAMP, a jeszcze wcześniej – sekretarzem Komitetu Koordynacyjnego Polskich Organizacji Studenckich we Wrocławiu. Z tego tytułu znalazł się w składzie trzydziestoosobowej polskiej delegacji na Światowy Kongres w Obronie Pokoju, zorganizowany 19 kwietnia 1949 w Pradze. Od grudnia 1948 do lipca 1949 prowadził dział Kolumna Młodych „Budujemy” w „Gazecie Robotniczej”, organ prasowy KW PZPR we Wrocławiu. Od października 1949 do sierpnia 1951 był słuchaczem I stacjonarnego kursu dwuletniego Szkoły Partyjnej przy KC PZPR w Warszawie. Kontynuował jednocześnie studia historyczne w Wyższej Szkole Nauk Społecznych przy KC PZPR. Od 1951 pracował jako instruktor w Wydziale Prasy i Wydawnictw Komitetu Centralnego Polskiej Zjednoczonej Partii Robotniczej, a później, w latach 1954–1956, jako starszy instruktor w Wydziale Propagandy i Agitacji KC PZPR.
W latach 1956–1957 był zastępcą redaktora naczelnego dziennika „Sztandar Młodych”. W 1957 został publicystą nowo założonego tygodnika „Polityka”, zaś w następnym roku objął kierownictwo działu historycznego tego tygodnika, którą to funkcję pełnił przez niemal 70 lat, aż do swojej śmierci.
W 1964 wyjechał na ośmiomiesięczne stypendium Departamentu Stanu do Stanów Zjednoczonych, podczas którego odbywał spotkania i wygłaszał odczyty na wielu uniwersytetach (np. na zaproszenie prof. Josepha Korbela na Uniwersytecie w Denver). W trakcie pobytu w USA, w marcu 1965 uczestniczył w zorganizowanym przez Martina Luthera Kinga marszu przeciwko segregacji rasowej z Selmy do Montgomery w stanie Alabama.

### Działalność w III RP

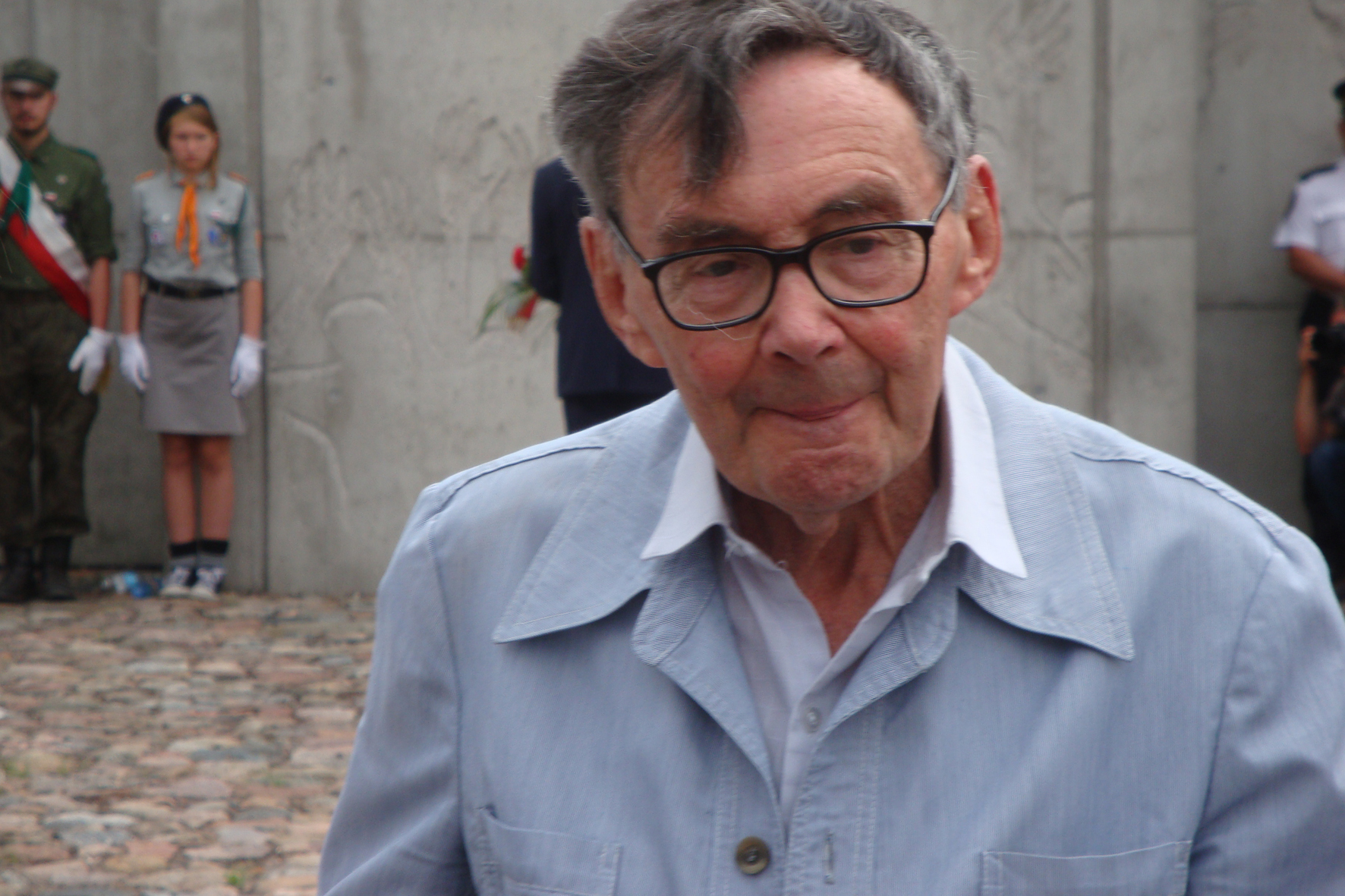
Marian Turski na Stacji Radegast podczas 72. rocznicy likwidacji getta łódzkiego, 29 sierpnia 2016

25 marca 2009 został wybrany przewodniczącym Rady Muzeum Historii Żydów Polskich Polin. Był także członkiem Komitetu Honorowego Stowarzyszenia Żydowskie Motywy oraz organizowanego przez to stowarzyszenie Międzynarodowego Festiwalu Filmowego Żydowskie Motywy.
Z okazji 90. urodzin, 26 czerwca 2016, otrzymał życzenia m.in. od prezydenta Polski Andrzeja Dudy, kanclerz Niemiec Angeli Merkel, prezydenta Niemiec Joachima Gaucka, prezydenta Stanów Zjednoczonych Baracka Obamy i prezydenta Izraela Szimona Peresa.
28 stycznia 2019 wygłosił przemówienie w sali Zgromadzenia Ogólnego ONZ z okazji Międzynarodowego Dnia Pamięci o Ofiarach Holokaustu.

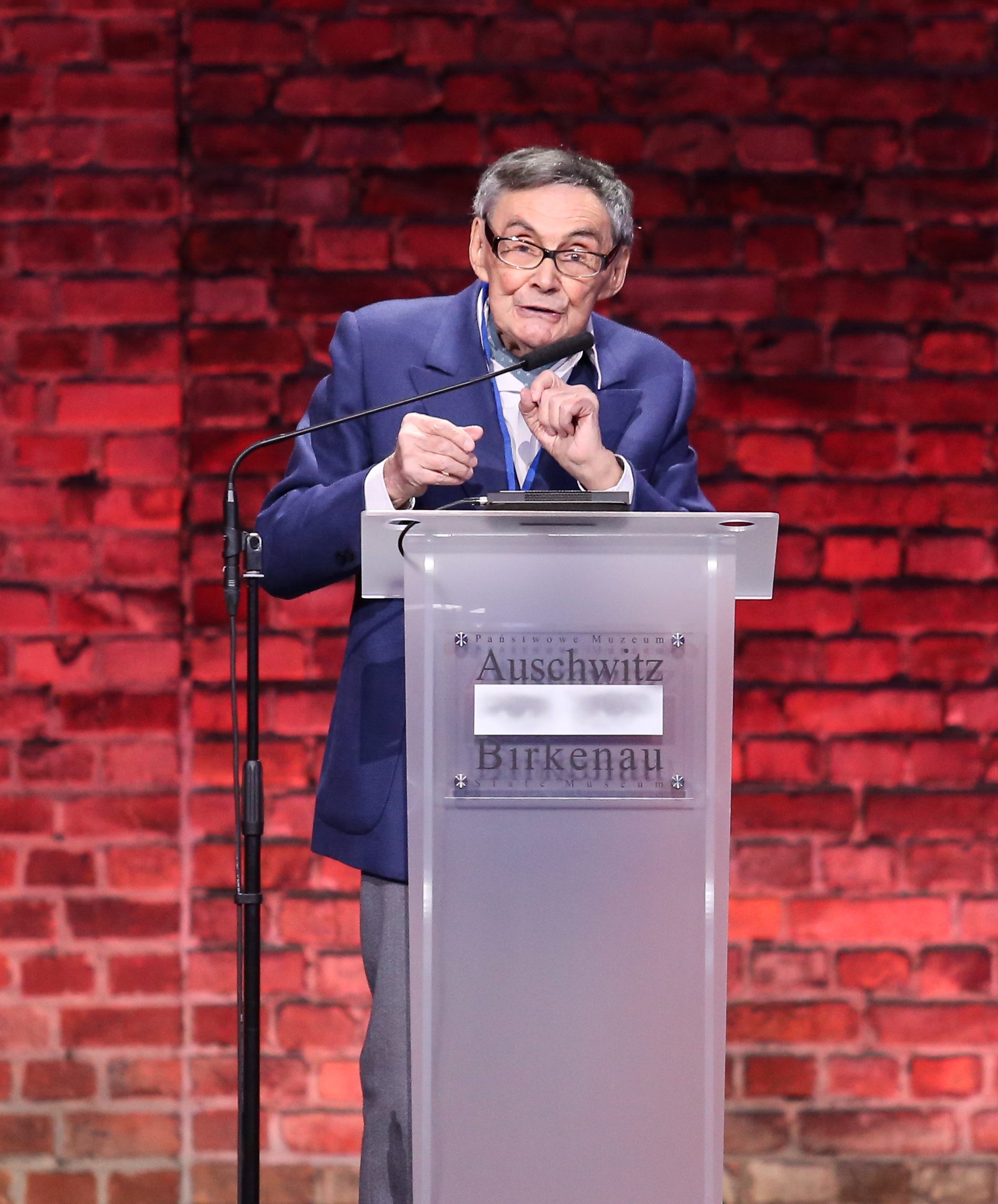
Marian Turski podczas 75. rocznicy wyzwolenia Auschwitz apelował, by ludzie nie byli obojętni na kłamstwa historyczne i dyskryminowanie mniejszości. Przypomniał słowa: „Auschwitz nie spadło z nieba”

27 stycznia 2020, podczas obchodów 75. rocznicy wyzwolenia Auschwitz, wygłosił przemówienie, w którym zaapelował, by ludzie nie byli obojętni na kłamstwa historyczne i dyskryminowanie mniejszości. Przypomniał słowa prezydenta Austrii Alexandra Van der Bellena, który w rozmowie z nim powiedział, że Auschwitz „nie spadło z nieba”. Zwracał uwagę, że III Rzesza w swojej polityce potrafiła spełnić żądania robotnicze, przezwyciężyć bezrobocie, a także odwołać się do poczucia godności narodowej, a jednocześnie „władza ta sprawiła, że ludzi powoli ogarnęła znieczulica, obojętność, i przestali reagować na zło”. Zaapelował: „Jeśli będziecie obojętni, jakieś Auschwitz spadnie wam z nieba”. Przemówienie Mariana Turskiego było komentowane w mediach polskich i międzynarodowych.
W lipcu 2020 napisał list otwarty opublikowany przez niemiecki dziennik „Frankfurter Allgemeine Zeitung”, w którym wezwał założyciela Facebooka Marka Zuckerberga do usunięcia wszystkich grup, stron i postów zaprzeczających Holokaustowi w ramach kampanii #No Denying It zainicjowanej przez ocalałych z Zagłady.
W 2021 został wybrany na stanowisko przewodniczącego Międzynarodowego Komitetu Oświęcimskiego.
19 kwietnia 2023 wziął udział w państwowych obchodach 80. rocznicy wybuchu powstania w getcie warszawskim. W wygłoszonym wówczas przemówieniu nawiązał do wydarzeń trwającej wtedy od nieco ponad roku inwazji Rosji na Ukrainę: „Moja wdzięczność dla nich [Rosjan], dla tych, którzy wyzwolili mnie z niemieckich obozów, towarzyszyć mi będzie do ostatniego dnia mego życia… Ale… Czy mogę być obojętny, czy mogę milczeć, gdy dzisiaj armia rosyjska dokonuje agresji na sąsiada i zaboru jego ziem? (...) Czy mogę milczeć, gdy widzę los Buczy, a wiem jak Niemcy unicestwili polski Michniów, białoruski Chatyń, czeskie Lidice czy francuski Oradour?...”.
27 stycznia 2025 jego przemówienie otworzyło uroczystości obchodów 80. rocznicy wyzwolenia niemieckiego obozu zagłady Auschwitz.
Przez lata wspierał Stowarzyszenie „Nigdy Więcej”, przeciwdziałające rasizmowi i antysemityzmowi, publikował też na łamach wydawanego przez tę organizację magazynu „Nigdy Więcej”.  

## Życie prywatne

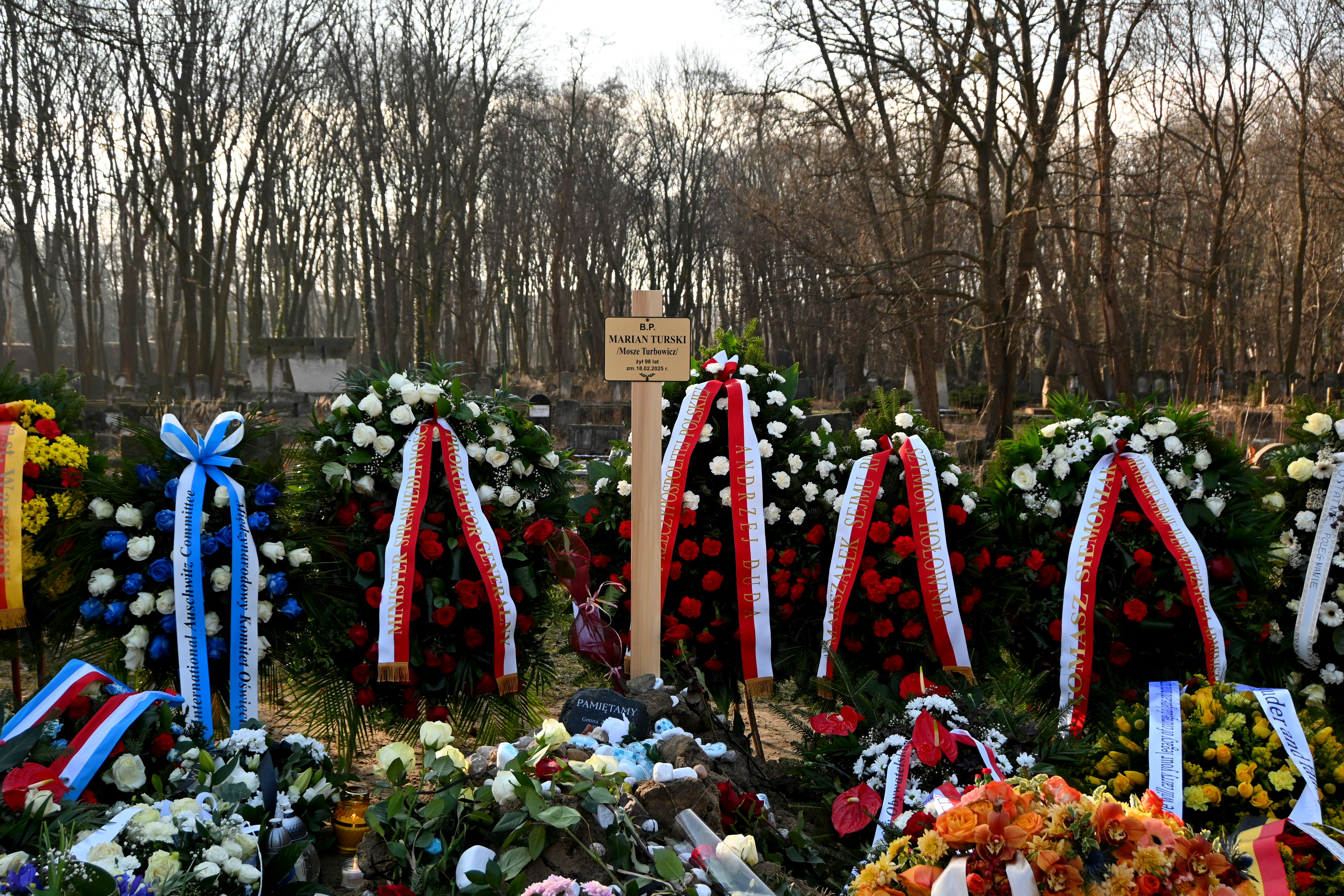
Grób Mariana Turskiego w dniu pogrzebu na cmentarzu żydowskim przy ul. Okopowej w Warszawie

Był mężem zmarłej w 2017 operatorki dźwięku Haliny Paszkowskiej-Turskiej. Ich córką jest flecistka Joanna Turska.
Zmarł 18 lutego 2025 w Warszawie w wieku 98 lat. Jego pogrzeb odbył się 23 lutego 2025 na cmentarzu żydowskim przy ulicy Okopowej w Warszawie.

## Twórczość
Książki
- Lumumba i jego kraj (Państwowe Wydawnictwo „Iskry”, Warszawa 1962);
- Operacja „Terminal” (Wydawnictwo Ministerstwa Obrony Narodowej, Warszawa 1967; seria: „Sensacje 20 Wieku”; wydanie II jako: Kryptonim „Terminal”, Wydawnictwo Ministerstwa Obrony Narodowej, Warszawa 1982, seria: „Sensacje 20 Wieku”, ISBN 83-11-06748-1);
- Ruch pokoju. Ludzie, fakty. Z historii polskiego ruchu obrońców pokoju (wspólnie z Henrykiem Zdanowskim; Wydawnictwo „Interpress”, Warszawa 1975; wersja w języku angielskim: The peace movement. People and facts. Pages from the history of the peace movement in Poland, Wydawnictwo „Interpress”, Warszawa 1976; wersja w języku francuskim: Le mouvement de la paix. Les hommes, les faits. Aperçu historique du mouvement polonais des partisans de la pax, Wydawnictwo „Interpress”, Warszawa 1976);
- Mój najszczęśliwszy dzień / Mein glücklichster Tag (3 wol. w obwolucie; stanowi całość z: Chrystus oświęcimski, Wciąż pytają...; wydanie jubileuszowe z okazji 25-lecia Międzynarodowego Domu Spotkań Młodzieży w Oświęcimiu; tłumaczenie na język niemiecki Rafał Wędrychowski; ilustracje Kalina Dulko; Fundacja na Rzecz Międzynarodowego Domu Spotkań Młodzieży – Biuro Regionalne Fundacji im. Heinricha Bölla, Oświęcim-Warszawa 2011, ISBN 978-83-929532-9-6; wersja polsko-angielska, z tłumaczeniem Andy MacBride: Fundacja na Rzecz Międzynarodowego Domu Spotkań Młodzieży, Oświęcim 2019, ISBN 978-83-645542-1-6; wersja polsko-niemiecka, z tłumaczeniem Rafała Wędrychowskiego [wznowienie]: Fundacja na Rzecz Międzynarodowego Domu Spotkań Młodzieży, Oświęcim 2023, ISBN 978-83-645545-7-5);
- Co ofiary wiedziały o swoim losie / What did the victims know about their fate (tłumaczenie i redakcja tekstu angielskiego John Fell; Fundacja Judaica-Centrum Kultury Żydowskiej, Kraków 2020, ISBN 978-83-93633968; seria: „The 2018 Aleksander and Alicja Hertz Annual Memorial Lecture”, No. 15);
- XI Nie bądź obojętny. XI Thou shalt not be indifferent (zbiór tekstów i przemówień; wybór tekstów: Michał Majewski, Marta Markowska, prof. Adam Daniel Rotfeld, prof. Dariusz Stola, Marian Turski, Piotr Wiślicki; wstęp Olga Tokarczuk, Wydawnictwo Czarne-Stowarzyszenie Żydowski Instytut Historyczny w Polsce, Wołowiec-Warszawa 2021, ISBN 978-83-8191-251-8; wydanie 2: Wydawnictwo Czarne-Stowarzyszenie Żydowski Instytut Historyczny w Polsce, Wołowiec-Warszawa 2023, ISBN 978-83-819162-8-8);
- Opór cywilny z perspektywy świadka historii (Wydawnictwo Austeria, Kraków 2023, ISBN 978-83-7866-624-0).

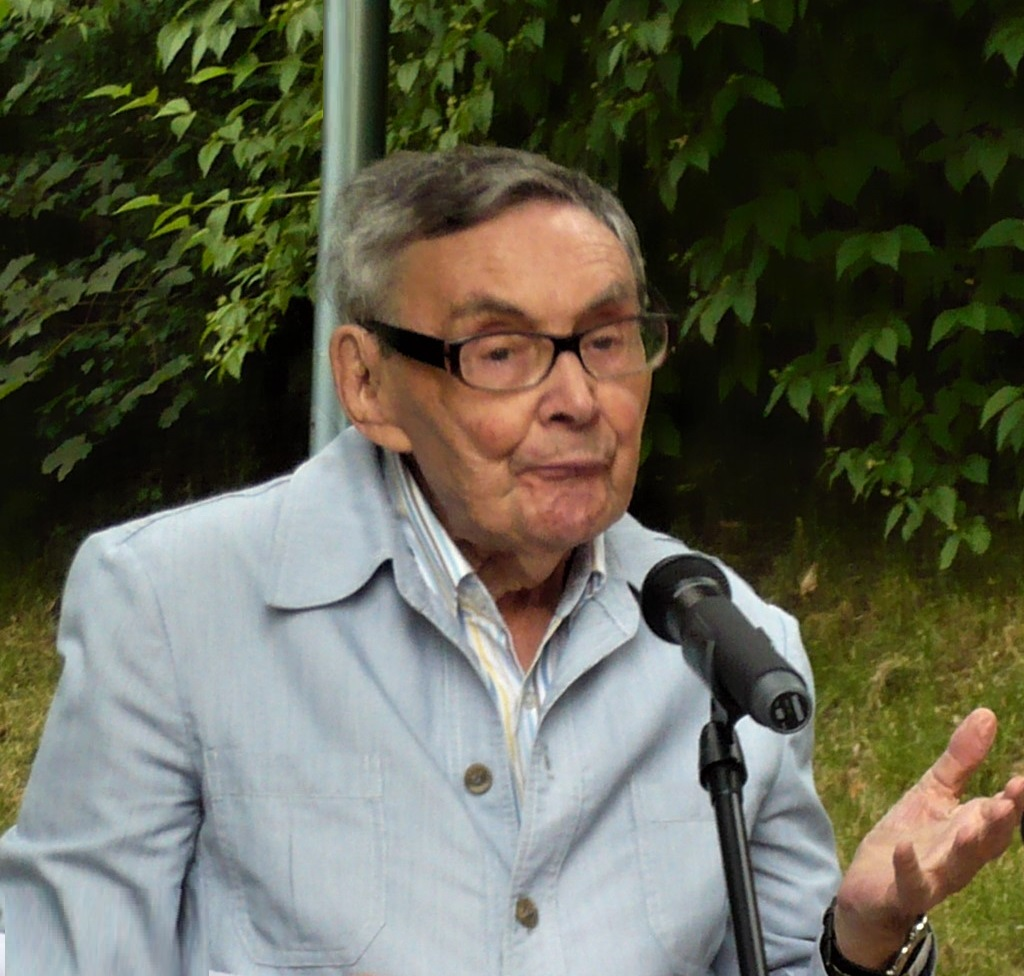
Marian Turski (2023)

Opracowania, prace redakcyjne, udział w pracach zbiorowych
- Dziejów Polski blaski i cienie (autor wyboru, opracowania oraz rozmowy ze współautorami na końcu książki pt. Zamiast posłowia; autorzy: Juliusz Bardach, Aleksander Gieysztor, Adam Vetulani, Jerzy Starościak, Jerzy Topolski, Antoni Mączak, Henryk Samsonowicz, Andrzej Wyczański, Jan Baszkiewicz, Bogusław Leśnodorski, Janusz Pajewski, Stanisław Herbst, Bogdan Suchodolski, Eugeniusz Olszewski, Stefan Kieniewicz; Książka i Wiedza, Warszawa 1968);
- Byli wówczas dziećmi (wybór, opracowanie i wstęp; teksty nadesłane na konkurs tygodnika „Polityka” oraz Rady Ochrony Pomników, Walk i Męczeństwa; Książka i Wiedza, Warszawa 1975; wydanie 2: Książka i Wiedza, Warszawa 1976; wydanie 3: Książka i Wiedza, Warszawa 1980);
- Losy Żydowskie. Świadectwo żywych (redakcja; Stowarzyszenie Żydów Kombatantów i Poszkodowanych w II Wojnie Światowej – Oficyna Wydawnicza „ADIUTOR”, Warszawa 1996, ISBN 83-902971-5-9);
- Losy Żydowskie. Świadectwo żywych. Tom 2 (redakcja; Stowarzyszenie Żydów Kombatantów i Poszkodowanych w II Wojnie Światowej, Warszawa 1999);
- Icchak Cukierman, Nadmiar pamięci (siedem owych lat). Wspomnienia 1939–1946 (redakcja naukowa i przedmowa; przekład z języka hebrajskiego Zoja Perelmuter; posłowie Władysław Bartoszewski; Wydawnictwo Naukowe PWN, Warszawa 2000, ISBN 83-011303-2-6; wydanie 2 zmienione: Wydawnictwo Naukowe PWN 2020, ISBN 978-83-012145-2-4);
- Losy Żydowskie. Świadectwo żywych. Tom 3 (redakcja i wstęp; Stowarzyszenie Żydów Kombatantów i Poszkodowanych w II Wojnie Światowej – Stowarzyszenie Żydowski Instytut Historyczny, Warszawa 2006, ISBN 83-887978-5-9);
- Polish witnesses to the Shoah (pomysł i opracowanie; przedmowa Antony Polonsky; Vallentine Mitchell, London – Portland 2010, ISBN 978-0853034599);
- Czarny rok... Czarne lata... Zbiór wspomnień wojennych, nadesłanych na apel tygodnika „Polityka” i Stowarzyszenia dzieci Holocaustu pt. „Scena, której nie mogę zapomnieć” (autor epilogu; oprac. i przypisy Wiktoria Śliwowska; słowo wstępne: Wiktoria Śliwowska i Katarzyna Meloch; Stowarzyszenie Dzieci Holocaustu w Polsce, Warszawa 1993, ISBN 83-863012-6-0; wydanie 2: opracowanie Halina Szostakiewicz; wstęp i opracowanie Katarzyna Meloch; wstęp Wiktoria Śliwowska; „Polityka” 2010, ISBN 978-83-621481-8-9; seria: Biblioteka „Polityki”);
- Na początku było marzenie. Jak powstawało Muzeum Historii Żydów Polskich 1993-2014 / In the beginning was the dream. Creating the Museum of the History of Polish Jews (współautor; pozostali autorzy: Piotr Wiślicki, Małgorzata Niezabitowska, Barbara Kirshenblatt-Gimblett, Justyna Pobiedzińska; Stowarzyszenie Żydowski Instytut Historyczny w Polsce-Muzeum Historii Żydów Polskich, Warszawa 2014, ISBN 978-83-93843-43-5);
- Arnold Mostowicz, Żółta gwiazda i czerwony krzyż (autor przedmowy; Centrum Dialogu im. Marka Edelmana w Łodzi [2014], ISBN 978-83-63182-12-0);
- Halina Taborska, Sztuka w miejscach śmierci. Europejskie pomniki ofiar hitleryzmu (współpraca; Klezmerhojs Wydawnictwo Austeria, Kraków-Budapeszt-Syrakuzy 2019, ISBN 978-83-786622-9-7);
- Ilja Erenburg, Wasilij Grossman, Czarna księga. O zbrodniczej, powszechnej zagładzie Żydów dokonanej przez niemiecko-faszystowskich okupantów na tymczasowo zajętych terenach Związku Radzieckiego i w obozach na terenie Polski w czasie wojny 1941–1945 (autor słowa wstępnego; opracowała Joanna Nalewajko-Kulikov; Żydowski Instytut Historyczny im. Emanuela Ringelbluma, Warszawa 2020, ISBN 978-83-65254-99-3);
- Roman Kent, Jedynym wyjściem była odwaga (autor przedmowy; Centrum Dialogu im. Marka Edelmana w Łodzi 2020, ISBN 978-83-63182-47-2);
- Tadeusz Zych, Mistrz drugiego planu. Artysta malarz Marian Ruzamski 1889-1945 (autor przedmowy; Muzeum Historyczne Miasta Tarnobrzega 2022, ISBN 978-83-886608-2-5);
- Marian Berland, Dni długie jak wieki. Świadectwo z ukrycia od powstania w getcie warszawskim 1943–1944 (autor wprowadzenia; Ośrodek KARTA – Muzeum Historii Żydów Polskich POLIN, Warszawa 2023, ISBN 978-83-66707-88-7);
- Elie Wiesel, Noc (autor przedmowy; tłumaczenie Hanna Abramowicz; Kompania Mediowa 2023, ISBN 978-83-965958-5-0);
- Dlaczego Powstanie wybuchło tak późno w: Marian Turski. Doktor Honoris Causa Uniwersytetu Marii Curie-Skłodowskiej (redakcja Teresa Dunin; pozostałe teksty: Iwona Hofman, Antony Polonsky, Dariusz Stola, Konrad Zieliński; Wydawnictwo Uniwersytetu Marii Curie-Skłodowskiej, Lublin 2022, s. 19–29, ISBN 978-83-227-9567-5);
- Dlaczego Powstanie wybuchło tak późno w: Wokół nas morze ognia (publikacja towarzysząca wystawie: Wokół nas morze ognia. Losy żydowskich cywilów podczas powstania w getcie warszawskim; redakcja merytoryczna: Barbara Engelking, Zuzanna Schnepf-Kołacz; Muzeum Historii Żydów Polskich POLIN, Warszawa 2023, s. 185–196, ISBN 978-83-966189-3-1);
- Łukasz Tomasz Sroka, Lili Haber. Drugie pokolenie po Holokauście w Izraelu. Narodziny nowego narodu (autor przedmowy; Wydawnictwo Austeria, Kraków 2023, ISBN 978-83-7866-608-0);
- Opór cywilny z perspektywy świadka historii w: Żydzi w walce z Niemcami 1939–1945 | Jews Against Nazi Germany 1939–1945 (współautor, s. 197–211; redakcja Krzysztof Persak; Stowarzyszenie Centrum Badań nad Zagładą Żydów – Muzeum Historii Żydów Polskich POLIN – Wydawnictwo Instytutu Filozofii i Socjologii PAN, Warszawa 2023, ISBN 978-83-63444-75-4).

## Ordery i odznaczenia

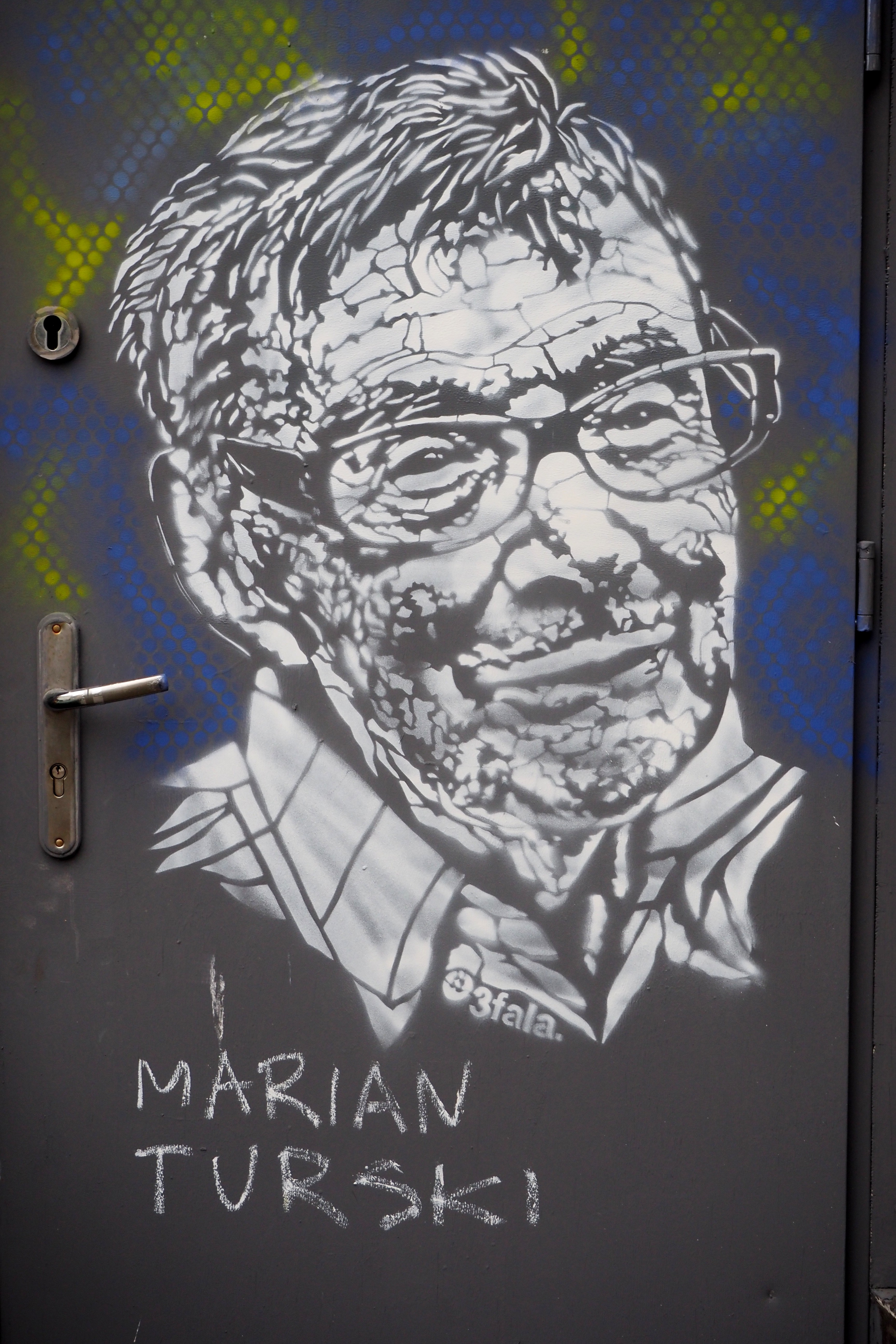
Szablon przedstawiający Mariana Turskiego wykonany na warszawskim Muranowie przez grupę 3fala

- Krzyż Komandorski z Gwiazdą Orderu Odrodzenia Polski (1997)[38]
- Srebrny Krzyż Zasługi (1946)[39]
- Złoty Medal „Zasłużony Kulturze Gloria Artis” (2015)[40]
- Odznaka honorowa „Za Zasługi dla Ochrony Praw Człowieka” (2015)[41]
- Odznaka „Adwokatura Zasłużonym” (2020)[42]
- Krzyż Komandorski Orderu Zasługi RFN (Niemcy, 2013)[43]
- Krzyż Oficerski Orderu Legii Honorowej (Francja, 2012)
- Krzyż Oficerski Orderu Zasługi RFN (Niemcy, 2007)[12]
- Krzyż Oficerski Orderu „Za Zasługi dla Litwy” (Litwa, 2021)[44]
- Krzyż Oficerski Orderu Zasługi Wielkiego Księstwa Luksemburga (Luksemburg, 2020)[45]
- Krzyż Kawalerski I Klasy Odznaka Honorowa za Zasługi dla Republiki Austrii (Austria, 2021)[46][47]

## Nagrody i wyróżnienia
- Honorowa Nagroda „Kowadła” przyznana przez Radę Stowarzyszenia „Kuźnica” (2014)[48]
- Honorowe obywatelstwo miasta stołecznego Warszawy (2018)[49]
- Nagroda Specjalna i Członkostwo Honorowe Stowarzyszenia Autorów ZAiKS (2020)[50]
- Nagroda Honorowa im. Sérgio Vieira de Mello Wysokiego Komisarza NZ ds. Praw Człowieka (2020)[a][51]
- Nagroda Honorowa Superbrands przyznawana „wybitnym osobistościom wpływającym pozytywnie na wizerunek Polski za granicą” (2020)[52]
- Medal Wolności Słowa przyznany przez Fundację Grand Press – Medal Specjalny za bycie Świadkiem (2021)[53]
- Doktor honoris causa Uniwersytetu Marii Curie-Skłodowskiej w Lublinie (2022)[54]
- Tytuł Honorowego Obywatela Miasta Łodzi (2023)[55]
- Honorowy Medal 600-lecia Miasta Łodzi „za działania na rzecz rozwoju Łodzi przyznawane z okazji 600-lecia Miasta” (2023)[56]
- Medal 75-lecia Misji Jana Karskiego (pośmiertnie, 2025)[57]
- Tytuł Sprawiedliwego Fundacji Ogród Sprawiedliwych (2025)[58]

## Upamiętnienie
W 2025 zostanie patronem skweru na terenie Międzynarodowego Domu Spotkań Młodzieży (MDSM) w Oświęcimiu